# Сі Чуань
Сі Чуань (кит.: 西川; піньїнь: Xī Chuān, справжнє ім'я — Лю Цзюнь кит.: 刘军; піньїнь: Liú Jūn); нар. 1963 у місті Сюйчжоу в провінції Цзянсу) — китайський поет та письменник.

## Життєпис
З 1981 по 1985 рік вивчав класичну китайську літературу та англійських романтиків у Пекінському університеті, де по завершенні навчання отримав ступінь бакалавра. В університеті товаришував з поетами Хай Цзи (Hai Zi) та Ло І-Хе (Luo Yihe), зокрема, у студентські роки їх називали «трьома мушкетерами». Після самогубства Хай Цзи у березні 1989 року Сі Чуань зібрав та видав зібрання його творів. У травні того ж року загинув його друг Ло І-Хе, а у 1991 році закінчив життя самогубством ще один його університетський товариш — поет Ге Май (Ge Mai).
На ранню поезію Сі Чуаня вплинув Лі Бо. До кінця 1980-х років Сі Чуань вважався прихильником «чистої поезії» (poésie pure), яку поети пекінського університету розуміли не як таку, що тяжіє до самореференційності мови, але як поезію піднесенності, логічності та недвозначності. Події на площі Тяньаньмень у червні 1989 року вважають однією з тих причин, з яких Сі Чуань став наголошувати на необхідності «повернення до реальності» та відмовився від «піднесеного» стилю поезії на користь поезії «дилем, парадоксів та протиріч».
Після завершення навчання протягом восьми років працював редактором у журналі «Huangqiu» («Globe Monthly»). У 1988 році разом з друзями заснував журнал «Тенденція» (Qingxiang), який було заборонено після трьох випусків. З 1990 по 1995 рік був редактором неофіційного журналу «Xiandai Hanshi», в якому друкувалися вірші сучасних китайських поетів.
У 2002 року взяв участь у письменницькій програмі Університету Айови.
У 2007 році Сі Чуань був запрошеним професором в Університеті Нью-Йорка, а два роки потому, у 2009, працював в Університеті Вікторії у Канаді.
Разом з поетом Тан Сяоду (кит.: 唐晓渡) видавав журнал сучасної світової поезії. У 2009 році був куратором проекту «Плакатної поезії у місті» під час Франкфуртського книжкового ярмарку. Викладає класичну китайську літературу в Центральній академії витончених мистецтв у Пекіні. Перекладав китайською Хорхе Луїса Борхеса, Езру Павнда, Томаса Транстремера та Улава Х. Хауге.

## Рецепція творів
Театральний режисер Мен Цзінхуей створив експериментальну виставу за серією віршів Сі Чуаня «Квіти у дзеркалі, місяць у воді», яка була показана на тридцять п'ятому Міжнародному фестивалі «Сервантіно» у Мехіко. У 2005 році італійський художник Марко Нерео Ротеллі на Венеційському бієнале створив інсталяцію, використавши дванадцять віршів дванадцяти поетів, серед яких, зокрема, були твори Адоніса, Іва Бонфуа, Тадеуша Ружевича та Сі Чуаня.

## Збірки
- 1991 — Zhonguo de meigui (кит.: 中国玫瑰, Китайська троянда)
- 1992 — Zhijing (Салют)
- 1994 — Dayi Ruci (кит.: 大意如此, Сутність значення)
- 1997 — Xugou de Jiapu (кит.: 虚构的家谱, Вигадане походження)
- 1997 — Yinmi de huihe (Таємна зустріч)
- 1999 — Ying de Huayu (Те, що каже орел)
- 2001 — Shui zi (кит.: 水渍, Пляма з води)
- 2006 — Shen qian (кит.: 深浅, Глибока мілина)
- 2008 — Geren Haowu (Особисті вподобання)

## Премії
- 1994 — Премія сучасної китайської поезії
- 2001 — Літературна премія Лу Сіня